# Tijuana in Blue
Tijuana in Blue fue un grupo de música español surgido en 1985, en Pamplona (Navarra), con la eclosión de lo que se vino a llamar el rock radical vasco. Se separaron en 1992 tras editar 7 trabajos y de dar un sinfín de conciertos.
Tras grabar el tema “Altzairuzko Hesiak” en euskera para el recopilatorio “Hitza Dantzan” (GOR, 2001) en favor del euskera (Nafarroa Sortzen), y tocar un concierto con varios temas de su repertorio traducidos a este idioma, la banda volvió a unirse en 2002, viendo la buena sintonía que había, para dar una gira y grabar su disco en directo Antes de perder el riego.

## Componentes

### 1985 - 1987
- Eskroto - voz †
- Jimmy - voz
- Josune - percusión, coros
- Josean - guitarra, coros y en ocasiones bajo
- Rubén - batería, coros
- Xabier Irisarri - bajo, coros y en ocasiones guitarra

### 1988
- Eskroto - voz †
- Jimmy - voz
- Jokin - bajo y coros
- Mikel - guitarra y coros
- Isidro - guitarra y coros
- Potxeta - batería

### 1989 - 1990
- Eskroto - voz †
- Jimmy - voz
- Jokin - bajo y coros
- Mikel - guitarra y coros
- Rubén Brasas - guitarra y coros
- Mikel - batería

### 1991 - 1992
- Jimmy - voz
- Jokin - bajo y coros
- Mikel - guitarra y coros
- Rubén Brasas - guitarra y coros
- Rubén - batería y coros

### 2002 - 2003
La banda volvió a unirse para dar una gira y grabar su disco en directo Antes de perder el riego.
- Eskroto - voz †
- Jimmy - voz
- Rubén Brasas - guitarra
- Mikel - guitarra
- Montxo - guitarra
- Jokin - bajo
- Rubén Hanoi - batería
- Fermín - viento

## Discografía

### Álbumes
- Potato + Tijuana in Blue (disco compartido con Potato), 1986, Soñua
- A bocajarro, 1988, Oihuka
- ¡Sopla, sopla!, 1989, Oihuka
- Sembrando el pánico, 1990, Oihuka
- Verssioneando (álbum compartido con Los Insoportables), 1991, Basati Diskak
- Te apellidas fiambre, 1991, Pasión
- Antes de perder el riego (directo, CD y DVD), 2003, GOR Discos,

### Otros
- Directo Barcelona (álbum pirata), 1985
- La Festa de la A (directo en Barcelona, cinta pirata en compartida con Pisando Fuerte), 1986
- En su punto (recopilatorio: 1986-1990), Oihuka
- Directo en Moratalla 8-11-2003 (álbum pirata), 2003